# Nürburgring
Il Nürburgring è un complesso di circuiti per competizioni automobilistiche e motociclistiche che si snoda intorno al Castello di Nürburg in Germania.
Si componeva, in origine, di due circuiti:
- la Nordschleife (anello nord), da 22,810 km (diventati 22,835 km nel 1967) e che comprendeva la Betonschleife (anello in cemento), da 2,292 km, quest'ultima costituita dal rettilineo di partenza, da quello a esso parallelo e da due brevi bretelle di raccordo (in cemento appunto).
- la Südschleife (anello sud), da 7,747 km.

Esisteva anche la Gesamtstrecke (anello completo), da 28,265 km, data dall'unione dei due circuiti.
Nei primi anni Ottanta il complesso subì profonde modifiche; nel XXI secolo si presenta così:
- Gp-Strecke (circuito GP), da 5,148 km (4,579 senza la porzione detta Mercedes Arena) (4,556 km fino al 2001);
- Nordschleife ridotta a 20,832 km con un raccordo che esclude il Gp-Strecke così come la Betonschleife;
- Südschleife parzialmente demolita e con alcuni tratti adibiti alla viabilità ordinaria.

Oltre ad alcune varianti del Gp-Strecke, c'è anche una conformazione (definita configurazione endurance) formata dall'unione della Nordschleife e del Gp-Strecke (esclusa l'area della Mercedes Arena), lunga 25,378 km.

## Storia

### Fondazione
Nei primi anni del XX secolo la Germania era protagonista nel mondo delle corse ma non disponeva di tracciati permanenti. Il Primo Dopoguerra gettò il Paese in una grave situazione economica e occupazionale, che vide la zona dell'Eifel tra quelle più duramente colpite. Per queste ragioni si decise di costruire quello che, nella mente dei suoi progettisti, avrebbe dovuto essere il più difficile circuito al mondo. La posa della prima pietra avvenne il 27 settembre 1925. L'inaugurazione si tenne il 18 giugno 1927 in presenza del presidente Paul von Hindenburg. Il tracciato si snodava attraverso i saliscendi delle alture comprese tra i comuni di Adenau, Nürburg e Müllenbach nell'Eifel.
La Nordschleife, tra Nürburg e Adena, era caratterizzata da 172 curve (di cui 84 a destra e 88 a sinistra) ognuna delle quali si differenziava per raggio, inclinazione e pendenza.

La Gesamtstrecke nel 1927

La Südschleife era invece situata a ridosso dell'abitato di Müllenbach, ed era utilizzata soprattutto per gare minori. Nonostante la minore lunghezza, presentava lo stesso molte caratteristiche della "sorella maggiore", come importanti cambi di pendenza, curve impegnative e un certo grado di pericolosità. Le due piste condividevano i due rettilinei della zona denominata Start und Ziel Schleife (pista di partenza e arrivo), detta anche Betonschleife, (anello di cemento), contenente i box, e che se utilizzata singolarmente era lunga 2,292 km. Per certe competizioni di durata fu utilizzata la pista nata dall'unione delle due porzioni, lunga 28,265 km, denominata Gesamtstrecke. Le prime edizioni del Gran Premio di Germania si svolsero sul tracciato completo, mentre dal 1931 venne preferita la Nordschleife.
Il 'Ring' (altro soprannome con cui viene chiamato questo tracciato, visto che in tedesco la parola significa, appunto, 'anello') è stato teatro di molte pagine di storia del motorismo prima della seconda guerra mondiale: qui sono nati i miti delle Mercedes-Benz, delle Auto Union e altri si sono consacrati, come quello di Tazio Nuvolari, autore di una strepitosa vittoria nel 1935.

### Dal dopoguerra al 1976
Nel dopoguerra la Südschleife fu usata sempre meno, e con la dicitura Nürburgring ci si riferiva ormai alla sola Nordschleife. Su questa si corse il Gran Premio di Germania dal 1951 al 1976, con le sole eccezioni del 1959 e del 1970. In quest'anno la pista fu profondamente ammodernata, con il rifacimento della sede stradale e l'aggiunta dei guard-rail lungo il percorso. Queste modifiche non impedirono a Niki Lauda di schiantarsi, nel corso del GP del 1976, contro una parete rocciosa, in un veloce curvone (che gli appassionati chiamano Lauda Linksknick, ovvero curva a sinistra di Lauda) subito prima della curva Bergwerk. Da quell'anno i piloti ottennero che la corsa fosse trasferita all'Hockenheimring. Era la fine di un'era.

### La nuova pista
Per tornare ad ospitare la massima serie, fu decisa la costruzione di una nuova pista: il Gp-Strecke, che avrebbe preso il posto della vecchia pista in tutte le competizioni di massimo livello. La si costruì dove sorgeva la Südschleife, la cui porzione a ridosso dell'area del traguardo e dei box fu demolita, mentre per la restante parte (i tre quarti del tracciato) fu integrata nella rete stradale locale. L'inaugurazione avvenne nel 1984, con una corsa per sole Mercedes, che fu vinta da un giovane Ayrton Senna; quell'anno il circuito tornò nuovamente anche nel calendario della F1, ma come sede del Gran Premio d'Europa, mentre nel 1985 vi si tornò a disputare il Gran Premio di Germania.
 
Tuttavia già dal 1986 la massima serie abbandonò nuovamente il Nürburgring per i successivi 10 anni e il circuito tedesco tornò in calendario soltanto nel 1995 divenendo a quel punto una presenza fissa ospitando nuovamente il GP d'Europa fino al 2007, con le sole eccezioni del biennio 1997-1998 in cui fu la sede dell'effimero Gran Premio del Lussemburgo.

Importanti modifiche furono effettuate nel 2002, con la costruzione di una nuova sezione subito dopo il rettilineo dei box denominata "Mercedes Arena".

Fino al 2009 il Nürburgring non è stato più sede del Gran Premio di Germania (eccezione fatta per il 1985). Il nuovo tracciato ha ospitato in passato anche alcune edizioni del Gran Premio motociclistico di Germania; tra le corse del settore motociclistico ospita il Campionato Mondiale Superbike.
Nella stagione 2020 di Formula 1 viene annunciato che il circuito ospita l'edizione del Gran Premio dell'Eifel, introdotto dalla FIA per garantire un certo numero di gare durante il campionato, condizionato dalla pandemia di COVID-19, segnando a distanza di sette anni il suo ritorno nel calendario mondiale, dopo aver ospitato l'ultima volta il Gran Premio di Germania 2013.
Il record della nuova pista è di 1'25"269 stabilito da Valtteri Bottas su Mercedes nelle qualifiche del Gran Premio dell'Eifel 2020.

### La Nordschleife nel ventunesimo secolo

La configurazione endurance, utilizzata per la 24 Ore del Nürburgring.

La Nordschleife resta ancora attiva.
A livello di competizioni ufficiali, viene utilizzata annualmente per la 24 Ore del Nürburgring attraverso l'uso di due raccordi che la collegano alla pista GP (di cui sfrutta i box e tutto il tracciato a parte la porzione della Mercedes Arena), per un totale di 25,378 km di lunghezza.
È inoltre accessibile al pubblico (prerogativa che ha sempre avuto sin dalla fondazione).
Da alcuni anni a questa parte, il tracciato è sempre più utilizzato dalle case automobilistiche, europee e non, come pista di prova per testare e sviluppare i prototipi dei nuovi modelli di vetture da lanciare successivamente nel mercato e per scopi promozionali. La Nordschleife a disposizione per i test dei privati e delle case automobilistiche ha una configurazione che esclude la parte del tracciato da GP e la curva numero 13 di ingresso e uscita (per ragioni di sicurezza), ha una lunghezza di 20,600 km, mentre il giro completo della Nordschleife lungo i 20,832 km viene effettuato solo in sessioni di prove a porte chiuse o in occasione di eventi sportivi.
Il record di percorrenza del circuito per vetture omologate per uso stradale ed equipaggiate con pneumatici stradali appartiene alla Mercedes-Benz GT-R AMG Black Series con il tempo di 6:43.616 secondi (sul percorso da 20,6 km), mentre il record per vetture derivate dalla serie ma prive di omologazione stradale appartiene alla Pagani Zonda R con il tempo di 6:47.50 (ottenuto sul tracciato da 20,832 km). Il record assoluto del circuito nella configurazione da 20,832 km è di 5:19.54, stabilito dalla Porsche 919 Hybrid Evo guidata da Timo Bernhard il 29 giugno 2018.

## Aspetti commerciali
Il Nordschleife, a causa delle sue caratteristiche, è utilizzata come pista di prova dai produttori di auto e riviste specializzate. Infatti, molto spesso, nei giorni feriali risulta prenotata per le sessioni di test di costruttori e giornalisti. 
Con l'avvento di Internet, la notorietà del Nordschleife è cresciuta sia in Germania che all'estero. 
Nel 1999, la casa costruttrice Porsche pubblicizzò la nuova 996 GT3 affermando che, la stessa, aveva percorso il Nürburgring in meno di otto minuti (7'56").
La celebre trasmissione tv Top Gear ha utilizzato la Nordschleife per le sue sfide, che spesso hanno coinvolto Sabine Schmitz. 
Il Nürburgring ospita, anche, altro genere di eventi come ad esempio il "Rock am Ring", il più grande festival rock della Germania che attrae circa 100 000 fan del rock ogni anno a partire dal 1985. 
Dal 1978, il circuito è il luogo di un importante evento di corsa la "Nürburgring- Lauf / Run am Ring". Dal 2003, con l'aggiunta di una corsa ciclistica, la "Rad am Ring", diventò sede del multi-evento sportivo "Rad & Run am Ring".
Nel 2009 furono aperte nuove aree commerciali, un albergo ed una nuova attrazione ludica interattiva chiamata "Motor Mania". 
Nel 2012, la società che gestiva la pista andò vicino a presentare istanza di fallimento, a causa di quasi 500 milioni di $ di debiti, sventata grazie all'intervento del governo della Renania-Palatinato che garantì 312 milioni di $ per limare i debiti.
Nel 2013, il Nürburgring fu posto in vendita, tramite asta in busta chiusa, a 127,3 milioni di €. L'11 marzo 2014 fu annunciato che il Nürburgring era stato venduto per 77 milioni di € alla società Capricorn Development, con sede a Düsseldorf, che ne assunse pieno possesso il 1º gennaio 2015. Nel mese di ottobre 2014, il miliardario russo presidente della Pharmstandard, Viktor Charitonin, acquistò una quota di maggioranza del 'The Ring' salvando dalla bancarotta la stessa Capricorn. Nell'aprile 2016 la quota di possesso di Charitonin è salita al 99%.

## Curiosità
La Nordschleife è nota fra gli appassionati come "l'inferno verde", sia per le sue estenuanti difficoltà tecniche, sia per la lunghezza (inconsueta per un circuito automobilistico) del suo tracciato, che si snoda fra i fitti boschi dell'Eifel, sia perché fino al 1970 la pista era per lunghi tratti delimitata soltanto da alte siepi che la rendevano ancor più pericolosa di quanto già non fosse.